# Osat
Osat (znanstveno ime Cirsium) je rod trajnic in dvoletnih cvetočih rastlin iz družine nebinovk, za katere so značilni listi z ostrimi trni na robovih. Večina vrst izvira iz Evrazije in severne Afrike, približno 60 vrst pa iz Severne Amerike (čeprav so bile nekatere vnesene tudi v druga območja). Lektotipna vrsta tega rodu je raznolistni osat (Cirsium heterophyllum).
Osat je znan po svojih izrazitih cvetnih glavicah, običajno vijoličnih ali roza, lahko pa so tudi rumene ali bele barve. Radialno simetrični cevasti cvetovi so na vrhu vsakega stebla. Obiskujejo jih številne žuželke, kar kaže na splošni sistem opraševanja. Stebla so pokončna z značilno odebelitvijo na dnu cveta, ki je pogosto bodičast. Listi so izmenični, pri mnogih (vendar ne pri vseh) vrstah trnasto nazobčani, pri nekaterih vrstah pa so lahko rahlo do gosto dlakavi. Razmnožujejo se s semeni, pa tudi s podzemnimi korenikami (njivski osat). Semena imajo šop dlačic, da jih veter lažje raznaša na večje razdalje.
Z osatom se hranijo ličinke nekaterih vrst metuljev. Njihova semena privlačijo tudi majhne vrste ščinkavcev, kot je ameriški zlati ščinkavec (Spinus tristis).
Trnavost se med posameznimi vrstami zelo razlikuje. Nekatere vrste imajo zelo mehke ali skoraj neizrazite bodice, druge pa so izjemno bodeče. Na primer, raznolistni osat (Cirsium heterophyllum) ima mehke trne, nasprotno pa ima trnati osat (Cirsium spinosissimum) zelo trde trne. Običajno so vrste, prilagojene suhemu okolju, bolj trnaste.
Dvoletni osati so še posebej pomembni za prostoživeče živali, saj njihovi številni cvetovi nudijo obilico hrane opraševalcem, semena služijo kot vir hrane pticam, listi pa prehranjujejo gosenice metuljev. Mehke dlačice iz socvetij ptice uporabljajo za oblaganje svojih gnezd.

## Izbrane vrste
Sprejetih je 493 vrst. Izbrane vrste vključujejo: 
- Cirsium acaule – brezstebelni osat
- Cirsium altissimum (L.) Spreng.
- Cirsium andersonii Petr.
- Cirsium andrewsii Jeps.
- Cirsium arisanense Kitam.
- Cirsium arizonicum (A.Gray) Petr.
- Cirsium arvense (L.) Scop. – njivski osat
  - Cirsium arvense var.argenteum
  - Cirsium arvense var. integrifolium
  - Cirsium arvense var. mite
  - Cirsium arvense var. vestitum
- Cirsium barnebyi S.L.Welsh & Neese
- Cirsium boninense Koidz.
- Cirsium brachycephalum Juratzka
- Cirsium brevifolium Nutt.
- Cirsium brevistylum Cronquist
- Cirsium calcareum (M.E.Jones) Wooton & Standl.
- Cirsium canescens Nutt.
- Cirsium canum (L.) All. – sivi osat
- Cirsium carolinianum (Walter) Fernald & B.G.Schub.
- Cirsium carniolicum (L.) Scop. – kranjski osat
- Cirsium centaureae (Rydb.) K.Schum.
- Cirsium chellyense R.J.Moore & Frankton
- Cirsium ciliolatum (L.F.Hend.) J.T.Howell
- Cirsium clavatum (M.E.Jones) Petr.
- Cirsium clokeyi S.F.Blake
- Cirsium congdonii R.J.Moore & Frankton
- Cirsium crassicaule Jeps.
- Cirsium creticum (Lam.) d'Urv.
- Cirsium cymosum (Greene) J.T.Howell
- Cirsium discolor (Muhl. ex Willd.) Spreng.
- Cirsium dissectum (L.) Hill – (syn. Cirsium lanceolatum Hill non (L.) Scop.)
- Cirsium douglasii DC.
- Cirsium drummondii Torr. & A.Gray
- Cirsium durangense (Greenm.) G.B.Ownbey
- Cirsium eatonii (A.Gray) B.L.Rob.
- Cirsium edule Nutt.
- Cirsium engelmannii Rydb.
- Cirsium eriophorum  (L.) Scop. – volnatoglavi osat
- Cirsium erisithales (Jacq.) Scop. – lepki osat
- Cirsium esculentum (Siev.) C.A.Mey.
- Cirsium flodmanii Arthur
- Cirsium foliosum DC.
- Cirsium fontinale Jeps.
- Cirsium funkiae Ackerf.
- Cirsium grahamii A.Gray
- Cirsium griseum (Rydb.) K.Schum.
- Cirsium helenioides (L.) Hill
- Cirsium heterophyllum (L.) Hill – raznolistni osat
- Cirsium hookerianum Nutt.
- Cirsium horridulum Michx.
- Cirsium hydrophilum Boiss.
- Cirsium hypoleucum DC.
- Cirsium italicum DC.)
- Cirsium jaliscoense G.L.Nesom
- Cirsium japonicum DC.
- Cirsium kamtschaticum Ledeb. ex DC.
- Cirsium lecontei Torr. & A.Gray
- Cirsium leo Nakai & Kitag.
- Cirsium libanoticum DC.
- Cirsium loncholepis Petr.
- Cirsium longistylum R.J.Moore & Frankton
- Cirsium maritimum Makino
- Cirsium mexicanum DC.
- Cirsium mohavense (Greene) Petr.
- Cirsium montanum (Waldst. & Kit. ex Willd.) Sprengel – gorski osat
- Cirsium muticum Michx.
- Cirsium neomexicanum A.Gray
- Cirsium nipponicum Makino
- Cirsium nuttallii DC.
- Cirsium occidentale (Nutt.) Jeps.
- Cirsium ochrocentrum A.Gray
- Cirsium oleraceum (L.) Scop. – mehki osat
- Cirsium ownbeyi S.L.Welsh
- Cirsium palustre (L.) Scop. – močvirski osat
- Cirsium pannonicum  (L. f.) Link – panonski osat
- Cirsium parryi Petr.
- Cirsium peckii  L.F.Hend.
- Cirsium pendulum Fisch. ex DC.
- Cirsium perplexans Petr.
- Cirsium pitcheri Torr. & A.Gray
- Cirsium praeteriens J.F.Macbr.
- Cirsium pulcherrimum (Rydb.) K.Schum.
- Cirsium pumilum Spreng.
  - Cirsium pumilum var. hillii (Canby) B.Boivin
  - Cirsium pumilum var. pumilum
- Cirsium pyrenaicum (Jacq.) All.
- Cirsium quercetorum (A.Gray) Jeps.
- Cirsium remotifolium DC.
  - Cirsium remotifolium var. odontolepis Petr.
  - Cirsium remotifolium var. remotifolium
  - Cirsium remotifolium var. rivulare Jeps.
- Cirsium repandum Michx.
- Cirsium rhaphilepis Petr.
- Cirsium rhinoceros Nakai
- Cirsium rhothophilum S.F.Blake
- Cirsium rivulare (Jacq.) All. - potočni osat
- Cirsium rydbergii Petr.
- Cirsium scapanolepis Petr.
- Cirsium scariosum Nutt.
- Cirsium scopulorum (Greene) Cockerell
- Cirsium setidens (Dunn) Nakai
- Cirsium spinosissimum (L.) Scop. - trnati osat
- Cirsium texanum Buckley
- Cirsium tioganum (Congdon) Petr.
- †Cirsium toyoshimae Koidz.
- Cirsium tuberosum (L.) All. - gomoljasti osat
- Cirsium turneri Warnock
- Cirsium undulatum (Nutt.) Spreng.
  - Cirsium undulatum var. tracyi
  - Cirsium undulatum var. undulatum
- Cirsium vinaceum Wooton & Standl.
- Cirsium virginianum Michx.
- Cirsium vulgare (Savi) Ten. - navadni osat (syn. Cirsium lanceolatum (L.) Scop.)
- Cirsium waldsteinii Rouy - Waldsteinov osat
- Cirsium wheeleri (A.Gray) Petr.
- Cirsium wrightii A.Gray

Hibridi
- Cirsium × canalense
- Cirsium × crassum
- Cirsium × erosum
- Cirsium × iowense
- Cirsium × vancouverense

### Vrste, ki so bile prej vključene v ta rod
- Afrocirsium buchwaldii (O.Hoffm.) Calleja, N.Garcia, Moreyra & Susanna (kot Cirsium buchwaldii O.Hoffm.)
- Afrocirsium schimperi (Vatke) Calleja, N.Garcia, Moreyra & Susanna (kot Cirsium schimperi (Vatke) C.Jeffrey)
- Afrocirsium straminispinum (C.Jeffrey) Calleja, N.Garcia, Moreyra & Susanna (Cirsium straminispinum C.Jeffrey)
- Lophiolepis eriophora (L.) Del Guacchio, Bureš, Iamonico & P.Caputo (kot Cirsium eriophorum (L.) Scop.)
- Nuriaea dender (Friis) Susanna, Calleja & Moreyra (kot Cirsium dender Friis)
- Nuriaea engleriana (O.Hoffm.) Susanna, Calleja & Moreyra (kot Cirsium englerianum O.Hoffm.)
- Picnomon acarna (L.) Cass. (as Cirsium acarna (L.) Moench) – trnata gostoperka

## Razširjenost vrst v Sloveniji
V Sloveniji se pojavljajo sledeče vrste osata.
- volnatoglavi osat (C. eriophorum) – gozdni robovi, vlažni travniki, poseke, svetli gozdovi, pašniki in grmovnat kraji od nižine do montanskega pasu.
- navadni osat (C. vulgare) – poseke, svetli gozdovi, pašniki in grmovnati kraji od nižine do montanskega pasu.
- gomoljasti osat (C. tuberosum) – vlažni travniki, močvirja in nabrežja.
- potočni osat (C. rivulare) – vlažni travniki in pašniki, jarki, močvirja od nižine do subalpinskega pasu.
- gorski osat (C. montanum) – vlažni gozdovi in travniki.
- lepki osat (C. erisithales) – gozdni travniki, poseke, melišča in travišča od nižine do subalpinskega pasu.
- Waldsteinov osat (C. waldsteinii) –  vlažni gozdni robovi, poseke ob potokih v montanskem pasu.
- gorski osat (C. montanum) – vlažni gozdovi in travniki.
- kranjski osat (C. carniolicum) – med ruševjem, pašniki in gozdne jase v montanskem in subalpinskem, redko alpinskem pasu.
- mehki osat (C. oleraceum) –  vlažni travniki, močvirja, ob potokih, grmovje, poseke in svetki gozdovi od nižine do montanskega pasu.
- trnati osat (C. spinossissimum) – vlažna gorska grmišča, kamnite trate, senčne dolinice, v bližini staj v subalpinskem in alpinskem pasu.
- brezstebelni osat (C. acaule) – prisojni suhi travniki, kraške gmajne in svetli gozdovi od nižine do montanskega pasu.
- raznolistni osat (C. helenioides) – vlažni gozdni travniki v montanskem pasu.
- panonski osat (C. pannonicum) – vlažni in suhi travniki, kamnita, grmovnata pobočja od nižin do montanskega pasu.
- sivi osat (C. canuum) – vlažni travniki, močvirja, jarki.
- močvirski osat (C. palustre) – mokri travniki, gozdna močvirja, nabrežja, vlažne poseke od nižine do montanskega pasu.
- njivski osat (C. arvense) – obdelana tla, poseke, pašniki od nižine do montanskega pasu.